# Щерба Віталій Володимирович

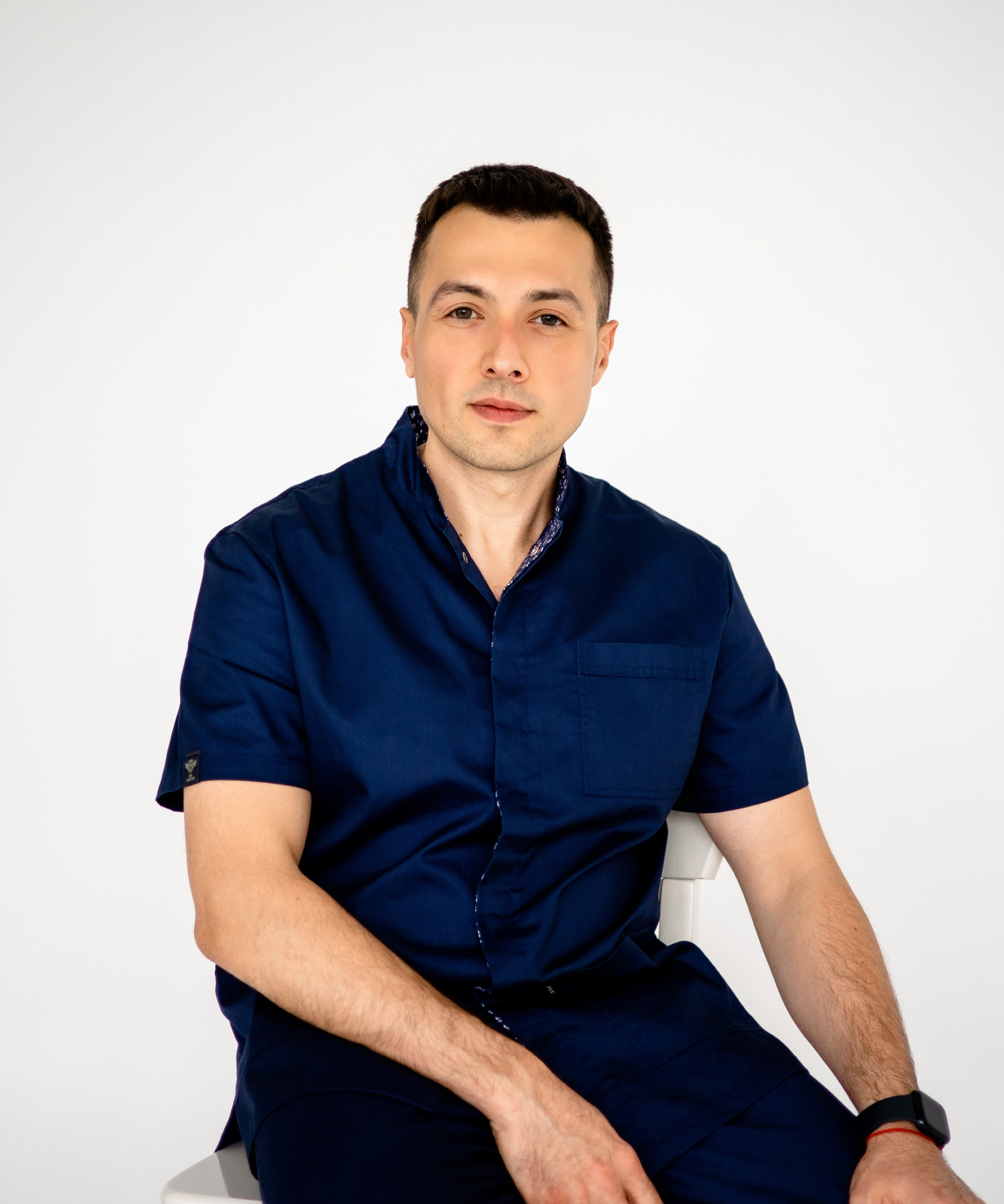
Щерба Віталій Володимирович

Щерба Віталій Володимирович (нар. 10 серпня 1983) — доктор медичних наук, професор, завідувач кафедри стоматології ФПО Тернопільський національний медичний університет імені І. Я. Горбачевського МОЗ України, лікар-стоматолог

## Освіта і трудова діяльність
У 2005 році закінчив стоматологічний факультет Львівського національного медичного університету імені Данила Галицького.
З 2005 по 2007 року навчався у інтернатурі на базі Львівського національного медичного університету імені Данила Галицького.
З 2009 по 2015 року працював асистентом кафедри ортопедичної стоматології ДВНЗ «Тернопільський державний медичний університет ім. І. Я. Горбачевського МОЗ України».
З 2016 працює на кафедрі стоматології ННІ ПО ДВНЗ «Тернопільський державний медичний університет ім. І. Я. Горбачевського МОЗ України» на посаді доцента кафедри.
З 2019 року по даний час працює на кафедрі стоматології ФПО Тернопільський національний медичний університет ім. І. Я. Горбачевського МОЗ України на посаді завідувача кафедри.
з 2021 року — професор кафедри ФПО Тернопільський національний медичний університет ім. І. Я. Горбачевського МОЗ України

## Наукова діяльність
У 2014 році захистив кандидатську дисертацію на тему «Патобіохімічні особливості дії ендотоксину грамнегативної мікрофлори на тканини пародонту при хімічному ураженні печінки», та отримав диплом кандидата медичних наук за фахом патологічна фізіологія.
У 2015 році запланував докторську дисертацію на тему «Патогенетичні особливості перебігу і лікування генералізованого пародонтиту асоційованого з гіпо- чи гіпертеріозом».
У 2020 році захистив докторську дисертацію на тему «Патогенетичні особливості перебігу і лікування генералізованого пародонтиту асоційованого з гіпо- чи гіпертеріозом».

## Наукові публікації професора Щерби В.В.
- Submicroscopic changes of periodontal components under experimental periodontitis combined with hypothyroidism Shcherba, V.V, Demkovych A.E.,  Vorobets, A.B., Yanchii, І.R. Zhurnal, 2023, 69(4), страницы 85–91
- Dynamics of changes of C-reactive protein level inblood serum in the development and course of experimental periodontitis and their correction by flavonol.  / A. Demkovych, P.  Hasiuk, A. Korobeinikova, V. Shcherba, V.  Korobeinikov //  Wiadomosci lekarskie/ — 2022/ 75 (2). — P. 451—455.

- Effects of flavonol quercetin on syndrome of endogenous intoxication in experimental periodontitis. / V. Shcherba, H. Stoikevich, V. Machogan, V. Luchynskyi, A. Demkovich, O. Yaremchuk // Pharmacia/- 2021. № 68(3) — P.  627—632.
- Сучасні аспекти етіопатогенезу хронічного генералізованого пародонтиту  /В. В. Щерба, І. В. Антонишин, І. Я. Криницька, М. І. Марущак, А. М. Камишний, М. М. Корда // Azerbaijan Medical Journal. — 2020. N 2.  - Р. 130—139.
- Зміни показників ендогенної інтоксикації у щурів з пародонтитом на тлі гіпер- та гіпотиреозу. / В. В. Щерба, М. М. Корда // Експериментальна і клінічна медицина.-2019.- № 2(83) -С. 22-28.
- Correlations between connective tissue metabolism and thyroid dysfunction in rats with periodontitis. /V. Shcherba, V. Machogan, V. Luchynskyi, M.Korda, D. Delibashvili, N. Svanishvili // Georgian medical news. — 2019.No 12 — С. 145—149.
- A comparative study of oral microbiocenosis structure in experimental comorbidity-free periodontitis and in periodontitis combined with thyroid dysfunction./V. Shcherba, Y. Havrylenko, I. Krynytska, M. Marushchak, M. Korda // Pol Merkur Lekarski. -  2020. № 283. — P. 32-38
- A comparative study of connective tissue metabolism indices in experimental comorbidity-free periodontitis and in periodontitis combined with thyroid dysfunction./V. Shcherba, M. Kyryliv, I. Bekus, I. Krynytska, M. Marushchak, M.Korda // Journal of Medicine and Life. — 2020 — Vol. 13 -Issue 2 — pp. 219—224
- Ультраструктурні зміни компонентів пародонту за умови експериментального пародонтиту на тлі гіпертиреозу. Вісник медичних і біологічних досліджень. /В. В. Щерба, З. М.  Небесна, Р. С. Усинський, М. М. Корда // — 2019. № 2. — С. 43-49.
- Мікроскопічні зміни структурних компонентів пародонту щурів за умови пародонтиту на тлі гіпотиреозу. /В. В. Щерба, В. Р. Мачоган, З. М. Небесна, М. М. Корда //Вісник проблем біології і медицини.  - 2019. Вип. 1, Т.3 (152).  - С. 314—319.
- Зміни показників ендогенної інтоксикації у щурів з пародонтитом на тлі гіпер- та гіпотиреозу. /В. В. Щерба, М. М. Корда //Експериментальна і клінічна медицина. — 2019. № 2(83) — С. 22-28.
- Особливості мікробіоценозу ротової порожнини у щурів із пародонтитом на тлі гіпер- та гіпотиреозу. / В. В. Щерба, М. М. Корда // Клiнiчна стоматологія.- 2019.№ 2 — С. 65-71.
- Зміни цитокінового профілю в щурів з пародонтитом на тлі гіпер- та гіпотиреозу. /В. В. Щерба, І. Я. Криницька, М. М. Корда  //Медична та клінічна хімія.  - 2019. Т. 21. № 2 — С. 36-43.
- Зміни процесів енергозабезпечення нейтрофілів крові в щурів з пародонтитом на тлі гіпер- та гіпотиреозу.   / В. В. Щерба, Т. Я. Ярошенко, І. А. Бандас, М. М. Корда  // Медична та клінічна хімія. -  2019. Т. 21. № 3  - С. 28-36.
- The influence of thyroid hormones on protein oxidative modification in case of experimental periodontitis.  / V. Shcherba, T. Yaroshenko, R. Kubant, M. Korda //Медична та клінічна хімія. — 2018. Т. 20. № 4 — С. 52-59.
- Зміни функціонального стану системи синтезу гідроген сульфіду у щурів з пародонтитом на фоні гіпер- та гіпотиреозу. / В. В. Щерба, І. Я. Криницька, М. М. Корда //Експериментальна і клінічна медицина. — 2018. № 4(81)  - С. 25-31.
- Функціональний стан системи антиоксидного захисту у щурів з пародонтитом на фоні гіпер- та гіпотиреозу. /В. В. Щерба, М. М. Корда// Буковинський медичний вісник.  - 2018. Т. 23, № 2 (86)  - С.129-137.
- Стан пероксидного окиснення ліпідів у щурів з пародонтитом на фоні гіпер- та гіпотиреозу. / В. В. Щерба, І. Я. Криницька, С. І. Черкашин, В. Р. Мачоган, Г. В. Стойкевич, М. М. Корда //Світ медицини та біології.  - 2018. № 2 (64).  - 185—189.
- Роль дисфункції щитоподібної залози у патогенезі генералізованого пародонтиту (огляд літератури).  / В. В. Щерба, М. М. Корда //Клінічна стоматологія. — 2018. № 1. — С. 60-71
- Стан системи нітроген (ІІ) оксиду в щурів з пародонтитом на фоні гіпер- та гіпотиреозу. /В. В. Щерба, М. М. Корда//Медична та клінічна хімія. -2018. Т. 20, № 1.- С. 59-65.
- Обмін кальцію та фосфору у щурів з пародонтитом на фоні гупер_ та гіпотиреозу. / В. В. Щерба, І. А. Криницька, М. М. Корда //Лабораторна діагностика. -  2018. Т. 7, № 1. — С. 125—134.
- Показники дисбіозу і запалення у щурів з пародонтитом на фоні гіпер_ та гіпотиреозу. /В. В. Щерба, І. А. Криницька, М. М. Корда //Проблеми биології и медицини. — 2018. № 1(99).  - С. 177—182.
- Показники кісткового метаболізму у щурів з пародонтитом на фоні гіпер- та гіпотереозу. /В. В. Щерба, І. Я. Криницька, М. М. Корда, В. Р. Мачоган // Здобутки клінічної та експериментальної медицини — 2017 — № 4. –С. 31-38.
- Патогенетичні особливості перебігу пародонтиту на фоні хронічного гепатиту / В. В. Щерба, М. М. Корда // Мед. хімія. — 2012. — Т. 14, № 2 (51). — С. 64-68
- Особливості метаболізму сполучної тканини при пародонтиті на фоні хронічного гепатиту. / В. В. Щерба, Н. І. Калинскій, М. М. Корда // Довідник лікаря. — 2013. — № 4. — С. 193—196
- Морфологічні зміни тканин пародонта щурів з ліпополісахаридним пародонтитом на фоні гепатиту / В. В. Щерба, М. М. Корда // Вісник наукових досліджень. — 2013. — № 4 (73). — С. 91-94
- Модулювання NO синтаз при пародонтиті на фоні супутнього хронічного гепатиту / В. В. Щерба, М. М. Корда // Експериментальна і клінічна медицина. — 2013. — № 3 (60). — С. 29-34
- Застосування інгібітора індуцибельної синтази оксиду азоту N-(3-(амінометил)бензил)ацетамідину при ліпополісахаридному запаленні тканин пародонту / В. В. Щерба, М. М. Корда // Мед. хімія. — 2012. — Т. 14, № 3 (52). — С. 76-79
- Гуморальний імунітет при пародонтиті на фоні хронічного гепатиту / В. В. Щерба, М. М. Корда // Мед. хімія. — 2013. — Т. 15, № 2 (55). — С. 43-47